# Álex Jaime
Pour les articles homonymes, voir Jaime.
Jaime  Fernández est un nom espagnol. Le premier nom de famille, en général paternel, est Jaime ; le second, en général maternel, souvent omis, est Fernández.
Álex Jaime Fernández, né le 29 septembre 1998 à Sarrià de Ter, est un coureur cycliste espagnol. Il est membre de l'équipe Kern Pharma.

## Biographie

### Débuts
Álex Jaime est né le 29 septembre 1998 à Sarrià de Ter (Gérone), en Catalogne. Il a un petit frère, Pol, qui est également coureur cycliste. 
Après avoir pratiqué le football, l'alpinisme et le basketball, il commence le cyclisme en 2011 au Club Ciclista RadikalBikes. Il participe à sa première course officielle en VTT à Llambilles, où il s'impose dans sa catégorie d'âge. L'année suivante, il remporte ses premiers titres régionaux, sur route et en VTT.
En 2015, il rejoint l'équipe Huesca La Magia, pour son passage chez les juniors (moins de 19 ans). Lors de la saison 2016, il se distingue en obtenant huit victoires, parmi lesquelles le titre de champion d'Espagne sur route juniors à Reinosa, sous les couleurs du comité catalan. Il remporte également le contre-la-montre juniors des championnats de Catalogne. En fin d'année, il participe aux mondiaux juniors de Doha, où il se classe 41e. 
Repéré par ses bons résultats, il signe chez Lizarte en 2017, l'une des meilleures équipes amateurs en Espagne. Il y reste court quatre ans, en tenant principalement un rôle d'équipier pour ses leaders. Ses années espoirs sont toutefois ponctuées de plusieurs places d'honneur, notamment sur le calendrier amateur basque et navarrais. En 2020, il est sacré champion de Catalogne du contre-la-montre espoirs.

### Carrière professionnelle
Apprécie pour son travail d'équipier, il passe professionnel en 2021 chez Kern Pharma, une équipe née sur la structure de Lizarte. Pour sa première saison, il termine dixième du Tour de Castille-et-León, onzième du Tour de l'Alentejo, douzième du Tour de la Mirabelle ou encore seizième de la Route Adélie de Vitré. L'année suivante, il se classe quatrième du Grand Prix de Valence et cinquième d'une étape du Tour de Croatie.

## Palmarès
| - 2016 - Champion d'Espagne sur route juniors - Champion de Catalogne du contre-la-montre juniors - Tour de Talavera - 2018 - 3e du Zumaiako Saria - 2019 - 1re étape du Tour de Zamora (contre-la-montre par équipes) - 1re étape du Tour de Galice (contre-la-montre par équipes) - 2e du Mémorial Agustín Sagasti - 2e du Mémorial Etxaniz - 3e du Gran Premio San Lorenzo | - 2020 - Champion de Catalogne du contre-la-montre espoirs - 3e du Trofeo Ayuntamiento de Zamora - 2023 - 2e de la Classica da Arrábida |

### Classements mondiaux
| Année                                 | 2022 | 2023  | 2024 |
| ------------------------------------- | ---- | ----- | ---- |
| Classement mondial                    | nc   | 1254e | 877e |
| UCI Europe Tour                       | 763e | nc    | nc   |
|                                       |      |       |      |
| Légende : nc = non classéSource : UCI |      |       |      |